# Oeclidius antricola
Oeclidius antricola är en insektsart som beskrevs av Ronald Gordon Fennah 1980. Oeclidius antricola ingår i släktet Oeclidius och familjen Kinnaridae. Inga underarter finns listade i Catalogue of Life.